# Селище Гірниче
Селище Гірниче (рос. посёлок Горный) — житловий мікрорайон у південній частині міста Кропивницький. У розмовному мовленні використовується слово «селище», або просто «Гірниче», що пов'язано з історією заснування..

## Історія
Історія мікрорайону датується початком 1960-х років. Гірниче, яке з часу свого заснування було у вигляді селища (поселення), нерозривно пов'язане з Геологорозвідувальною експедицією № 37 (ГРЕ-37). 
«Там, де тепер стоять житлові лінії селища Гірничого в Кіровограді, колись не було ані дерева, ані кущика, а називалась ця місцевість Холодною Горою. Через неї проходила дорога в Крим, куди їхали чумаки за сіллю. Під час Великої Вітчизняної війни, під час визволення Кіровограда від фашистів, ця Гора стала важливою точкою оборони міста. А в 1964-му тут з'явилися перші будинки-бараки, де оселилися робітники геологорозвідувальної експедиції № 37 — геологи та гірники. Це й стало початком селища, якому дали назву Гірниче. […] Будинки тоді ставили хаотично, тож вулиць у класичному розумінні цього слова не було, а значить немає і назв. Є лінії — 1-а, 2-а, 3-а… і номери будинків». 

## Розташування
Територіально та адміністративно селище Гірниче належить до міста та підпорядковується міській раді. Адміністративно знаходиться у Подільському районі Кропивницького. Межує з наступними мікрорайонами Кропивницького: Масляниківкою (на заході), Завадівкою (на сході), Кущівкою (на північному сході), а також із селищем Сонячним Кропивницького району (на півдні). На півдні на відстані приблизно в один кілометр проходить Кільцева дорога.

Карта селища Гірниче

## Сучасність

#### Населення
Кількість населення становить приблизно 5 тисяч осіб.

#### Освітні заклади
На території Гірничого знаходяться:
- загальноосвітня школа I—III ступенів № 22
- дитяча музична школа № 4
- бібліотека-філія № 15
- дошкільний навчальний заклад (ясла-садок) № 69 «Кристалик» комбінованого типу
- спортивна секція дзюдо та самбо «Дзюдо-Центр»

#### Медичні заклади
У селищі функціонує Амбулаторія загальної практики — сімейної медицини, яка обслуговує мешканців Гірничого та мешканців прилеглих районів. Амбулаторія знаходиться за адресою: вулиця 10-а Лінія, будинок 61.
Також працюють декілька аптек, які повністю задовільняють потреби мешканців у ліках.

#### Пошта та зв'язок
Поштове відділення 25019 — одне з найстарших у місті. Крім, власне, гірничан, поштове відділення забезпечує надання поштових послуг для жителі навколишніх мікрорайонів.

#### Релігійні споруди
- Кіровоградська єпархія Української православної церкви Київського Патріархату
- Храм Андрія Первозванного УПЦ КП

#### Транспорт
Прямий транспортний зв'язок з центром міста та іншими частинами міста забезпечують:
- маршрутне таксі № 44 (Гірниче — Центр — Жадова)
- маршрутне таксі № 14 (Гірниче — Балашівка)
- маршрутне таксі № 550 (Первозванівка — Балашівка)

#### Цікавинки
- Тут знаходиться найдовший річковий пішохідний міст через Інгул (якраз на місці впадання річки Сугоклії в Інгул) у Кропивницькому, його довжина складає 160 метрів.
- Незважаючи на те, що Гірниче походить від слова «гора», проте не є найвищою точкою міста за висотою над рівнем моря.
- Для назви декількох вулиць використовується слово «Лінія» — наприклад, вулиця Лінія 2-а (друга). Всього таких 10 «ліній».
- До 2014 року у школі № 22 завдяки ентузіастам був створений та функціонував музей про визволення Кіровограда від німецьких загарбників. Але музей був змушений переїхати і тепер експозиції музею виставлені у гімназії ім. Тараса Шевченка[2] міста Кропивницький[3].

#### Інше
Селище має навіть свою власну лазню, яка користується великою популярністю.

## Галерея

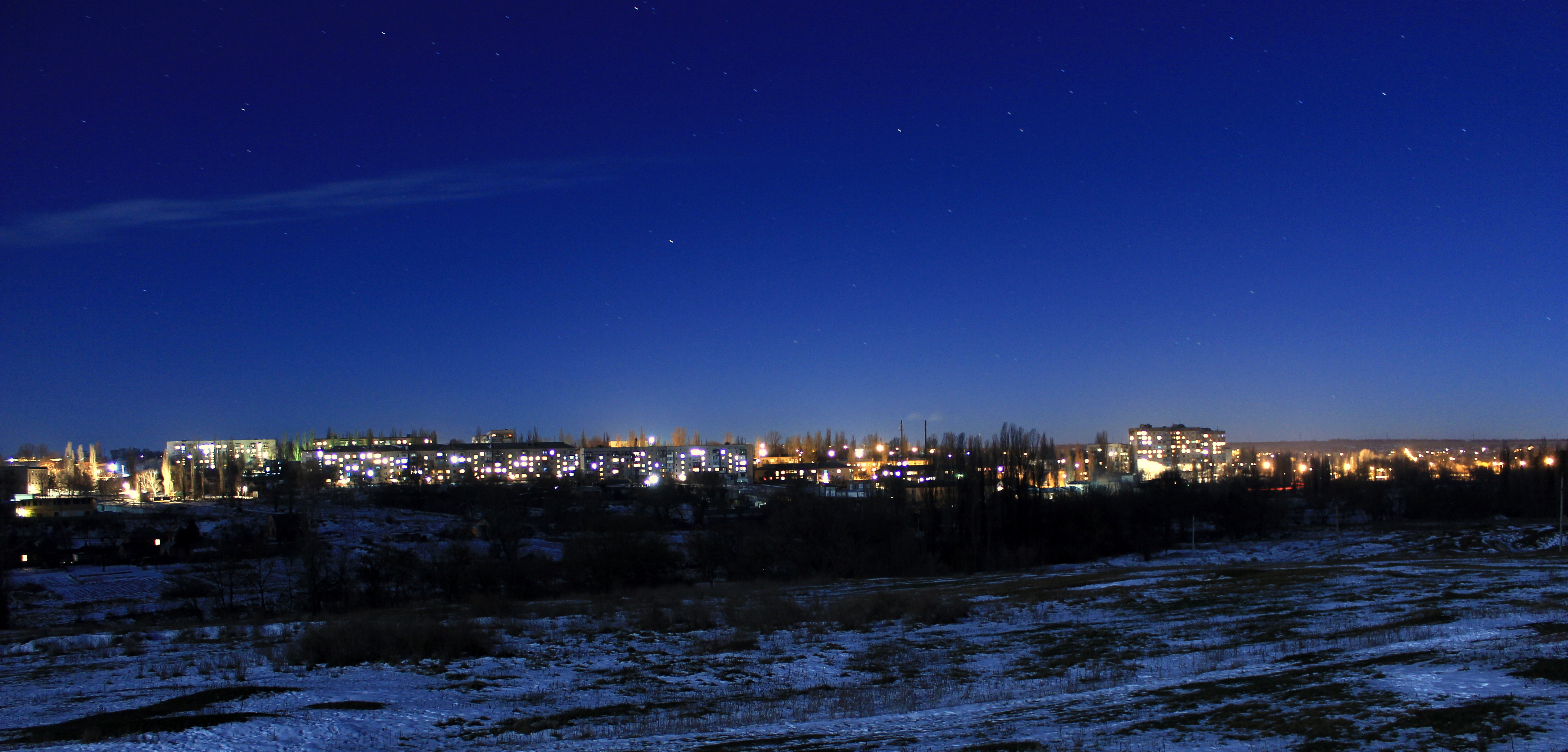
Вид на селище Гірниче зі сторони м-ну Кущівка, вночі
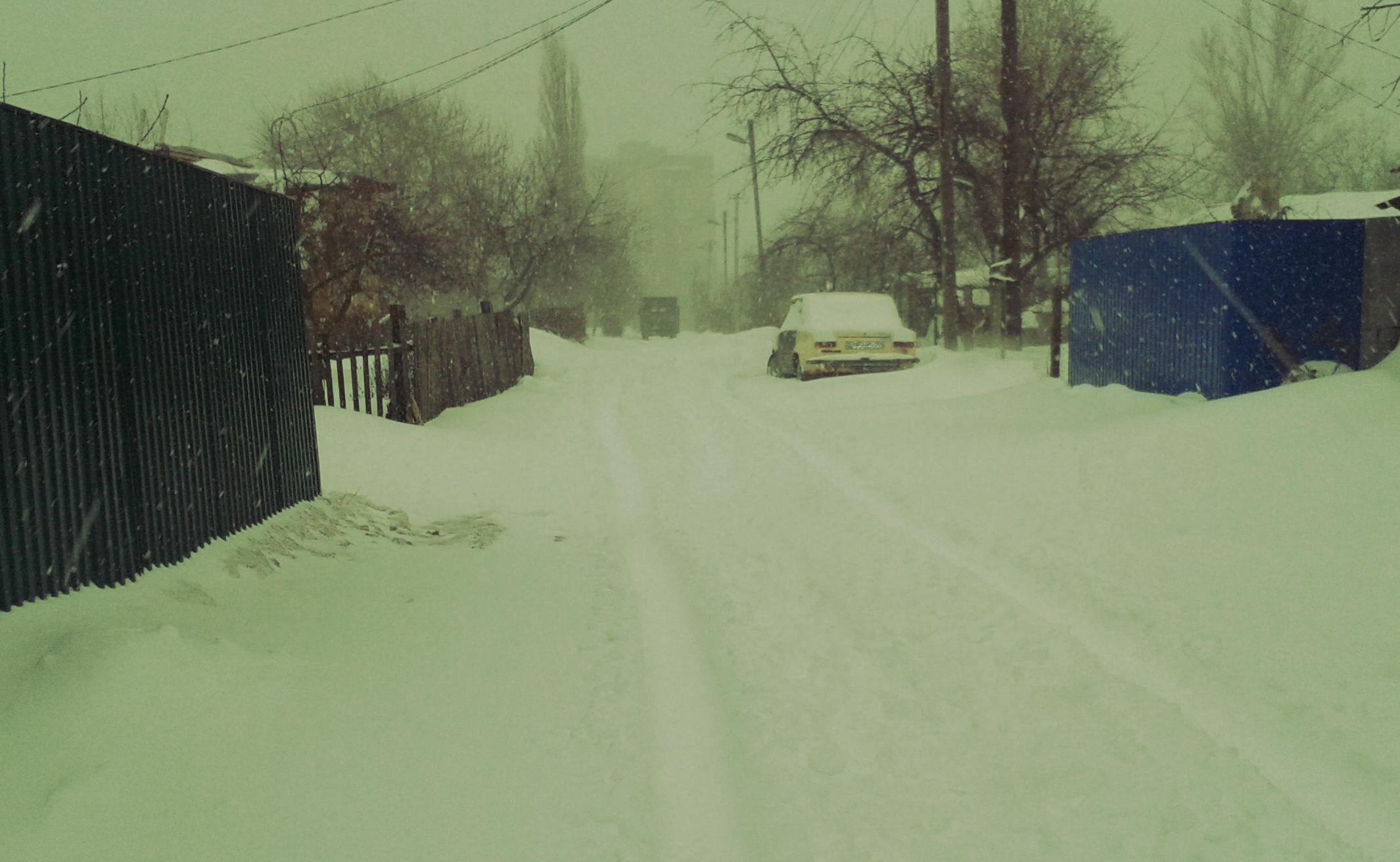
Зима 2016 року у Гірничому
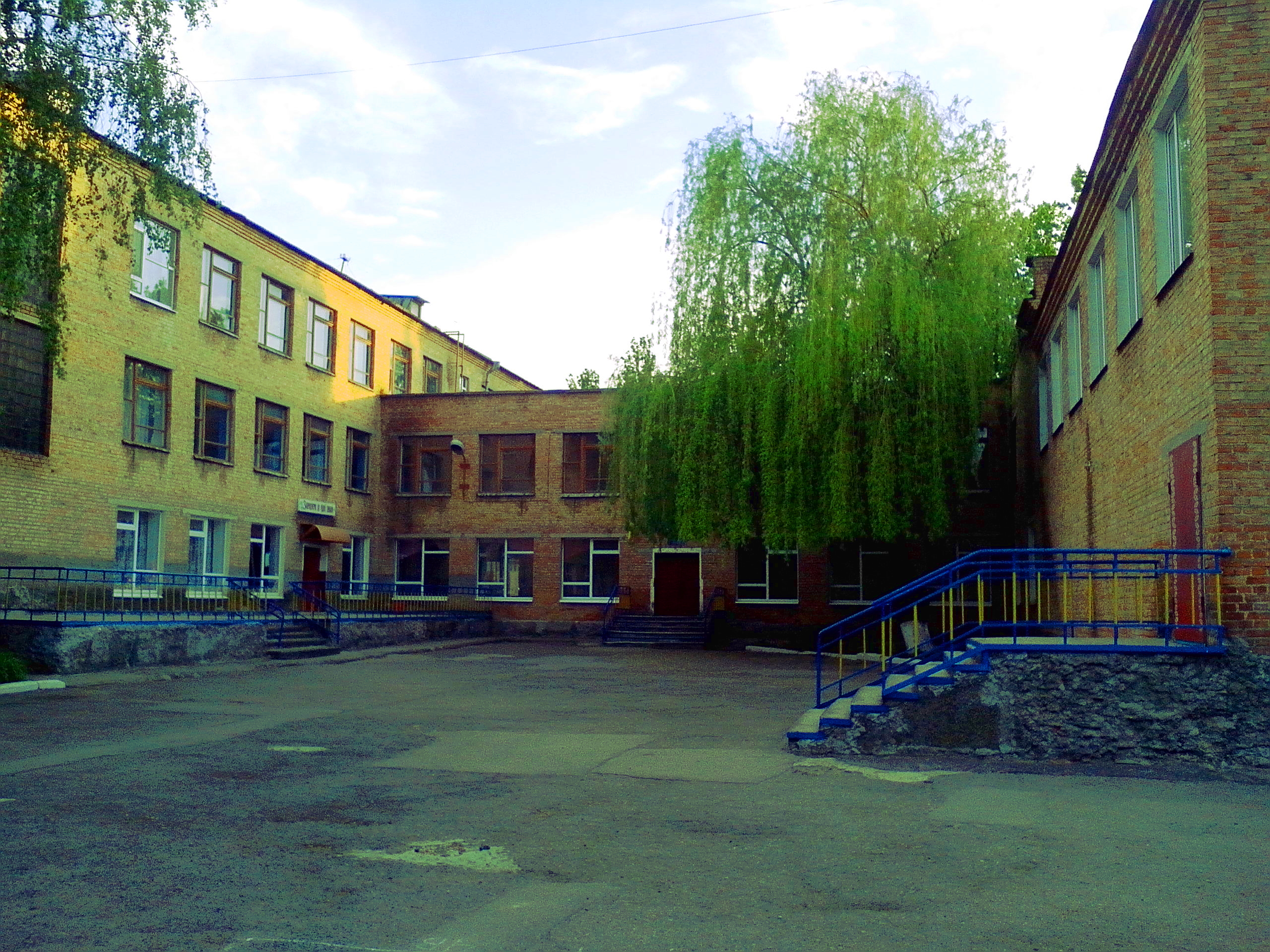
Школа № 22
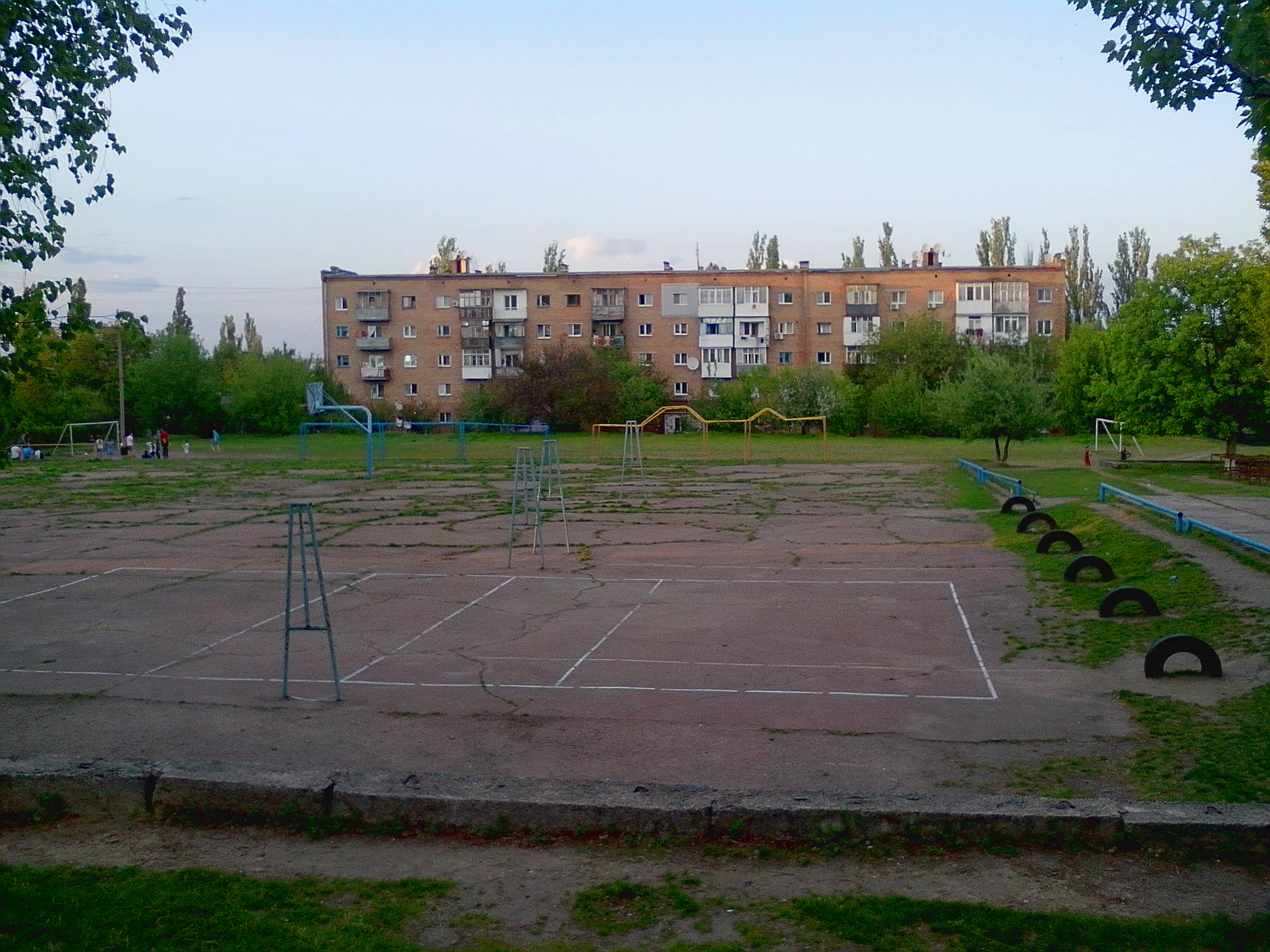
Спортивний майданчик (селище Гірниче)